# Lohusuu (gemeente)
Lohusuu (Estisch: Lohusuu vald) was tot in 2017 een gemeente in de Estlandse provincie Ida-Virumaa. De gemeente telde 692 inwoners op 1 januari 2017 en had een oppervlakte van 104,3 km². De hoofdplaats was Lohusuu.
Sinds oktober 2017 maakt de gemeente deel uit van de gemeente Mustvee, net als de voormalige gemeenten Avinurme, Kasepää en Saare. Daarmee werd Lohusuu meteen ook overgeheveld van de provincie Ida-Virumaa naar de provincie Jõgevamaa.

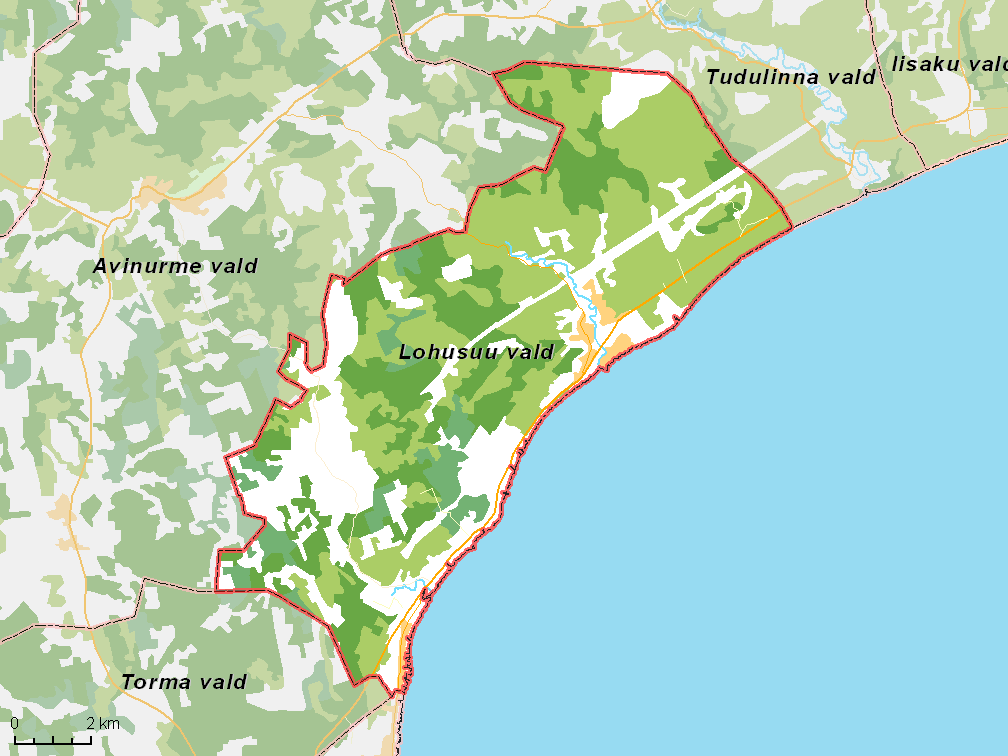
De voormalige gemeente met omliggende gemeenten